# Maritta Marke
Maritta Marke (30 de junio de 1905 - 8 de diciembre de 1983) fue una actriz y cantante de nacionalidad sueca.

## Biografía
Su verdadero nombre era Asta Margit Svensson, y nació en Äsperöd, localidad perteneciente al Municipio de Sjöbo, en Suecia, siendo sus padres Johan Svensson y Ester Jönsson. Debutó en escena en el año 1927 con La Mascotte. Actuó por vez primera en Estocolmo en 1928 con el papel de Maud en la opereta Katja, representada en el Vasateatern, teatro en el cual trabajó hasta 1931. Hizo varias actuaciones en operetas representadas en el Teatro Oscar y el Vasateatern, trabajando igualmente en una revista de Gösta Jonsson en el Scalateatern.  
Debutó en el cine en 1931 con la película de Gustaf Edgren Trötte Teodor, actuando a lo largo de su carrera en más de una treintena de producciones cinematográficas y televisivas. En los años 1950 también actuó con el género de revista en el Södra Teatern de Malmö.
Maritta Marke falleció en Estocolmo, Suecia, en el año 1983. Sus restos se encuentran en el Columbario de la Iglesia Sankt Görans de Estocolmo. Entre 1929 y 1935 estuvo casada con el director de orquesta y compositor Håkan von Eichwald, y a partir de 1938 con el director y actor teatral Leif Amble-Naess, permaneciendo ambos unidos hasta la muerte de él en 1974. Fue madre del actor Lars Amble, y abuela de Lolo Amble.

## Filmografía
- 1931 : Trötte Teodor
- 1931 : En kärleksnatt vid Öresund
- 1932 : En stulen vals
- 1932 : Lyckans gullgossar
- 1932 : Sten Stensson Stéen från Eslöv på nya äventyr
- 1932 : Svärmor kommer
- 1933 : Giftasvuxna döttrar
- 1933 : Två man om en änka
- 1935 : Kärlek efter noter
- 1935 : Äktenskapsleken
- 1936 : 33.333
- 1936 : Kungen kommer
- 1936 : Släkten är värst
- 1936 : Han, hon och pengarna
- 1937 : Pappas pojke
- 1937 : Pensionat Paradiset
- 1938 : Med folket för fosterlandet
- 1938 : Milly, Maria och jag
- 1939 : Rena rama sanningen
- 1940 : Juninatten
- 1941 : Gatans serenad
- 1944 : Skeppar Jansson
- 1945 : Änkeman Jarl
- 1952 : Klasskamrater
- 1955 : Luffaren och Rasmus
- 1956 : Där möllorna gå...
- 1958 : Körkarlen
- 1958 : Mannekäng i rött
- 1959 : Enslingen i blåsväder
- 1963 : Det är hos mig han har varit
- 1963 : Den gula bilen
- 1966 : Yngsjömordet
- 1971 : Familjen Ekbladh (TV)
- 1973 : Kvartetten som sprängdes (TV)
- 1973 : Bröllopet
- 1973 : N.P. Möller, fastighetsskötare (TV)
- 1973 : Smutsiga fingrar

## Teatro
- 1929 : Katja, de Jean Gilbert, Leopold Jacobson y Rudolph Österreicher, dirección de Oskar Textorius, Vasateatern[3]
- 1929 : Stockholm–Motala, de Karl-Ewert, Svasse Bergqvist y Kar de Mumma, Folkan[4]
- 1929 : Nattkavaljeren, de Robert Stolz, Alfred Maria Willner y Rudolf Österreicher, dirección de Oskar Textorius, Vasateatern[5]
- 1929 : Hjärter dam, de Lewis E. Gensler, Laurence Schwab y B. G. de Sylva, dirección de Nils Johannisson, Vasateatern[6][7]
- 1929 : Rose Marie, de Rudolf Friml, Herbert Stothart, Otto Harbach y Oscar Hammerstein, dirección de Gustaf Bergman, Vasateatern[8]
- 1930 : Kejsarinnan Maria Theresia, de Leo Fall, Julius Brammer y Alfred Grünwald, dirección de Oskar Textorius, Vasateatern[9]
- 1930 : Mr Cinders, de Vivian Ellis, Richard Myers, Clifford Grey y Greatrex Newman, dirección de Adolf Niska, Vasateatern[10]
- 1930 : Krasch, de Erik Lindorm, dirección de Sigurd Wallén, Folkan[11]
- 1930 : Stockholm blir Stockholm, de Svasse Bergqvist, dirección de Franz Engelke y Adolf Niska, Vasateatern[12]
- 1933 : De tre musketörerna, de Rudolf Schantzer, Ernst Welisch y Ralph Benatzky, dirección de Nils Johannisson, Teatro Oscar[13][14]
- 1933 : Nymånen, de Oscar Hammerstein, Laurence Schwab, Frank Mandel y Sigmund Romberg, dirección de Harry Stangenberg, Teatro Oscar[15]
- 1934 : Djävulsryttaren, de Emmerich Kálmán, Rudolf Schanzer y Ernst Welisch, dirección de Nils Johannisson, Teatro Oscar[16]
- 1934 : Paganini, de Franz Lehár, Paul Kneppler y Beda Jenbach, dirección de Harry Stangenberg, Teatro Oscar[17]
- 1934 : Lilla helgonet, de Florimond Hervé, Henri Meilhac y Albert Millaud, dirección de Nils Johannisson, Teatro Oscar[18]
- 1934 : Das Dreimäderlhaus, de Alfred Maria Willner, Heinz Reichert, Franz Schubert y Heinrich Berté, dirección de Nils Johannisson, Teatro Oscar[19]
- 1934 : En kvinna som vet vad hon vill, de Louis Verneuil, Alfred Grünwald y Oscar Straus, dirección de Nils Johannisson, Teatro Oscar[20]
- 1935 : Maya, de Imre Harmath, Rudolf Schanzer, Ernst Welisch y Szabolcs Fényes, dirección de Nils Johannisson, Teatro Oscar[21]
- 1936 : Klart söderut, de Kar de Mumma y Åke Söderblom, dirección de Björn Hodell, Södra Teatern[22]
- 1937 : Sverige åt Svensson, de Kar de Mumma, dirección de Björn Hodell y Leif Amble-Naess, Södra Teatern[23]
- 1940 : La tía de Carlos, de Brandon Thomas, dirección de Leif Amble-Naess, Södra teatern y Vasateatern[24][25]
- 1942 : Blåjackor, de Lajos Lajtai, André Barde y Lauri Wylie, dirección de Leif Amble-Naess, Teatro Oscar[26]
- 1942 : Show Boat, de Jerome Kern y Oscar Hammerstein II, dirección de Leif Amble-Naess, Teatro Oscar
- 1943 : Roberta, de Jerome Kern y Otto Harbach, dirección de Leif Amble-Naess, Teatro Oscar[27]
- 1958 : Madame Pompadour, de Rudolf Schanzer, Ernst Welisch y Leo Fall, dirección de Ivo Cramér, Teatro Oscar[28]
- 1959 : My Fair Lady, de Frederick Loewe y Alan Jay Lerner, dirección de Sven Aage Larsen, Teatro Oscar[29]
- 1964 : Herakles och Amazonerna, de Benn Levy, dirección de Tore Karte, Fredriksdalsteatern[30]
- 1967 : Sten Stensson Stéen, de Carl Otto Bergkvist, dirección de Leif Amble-Naess, Fredriksdalsteatern[31]
- 1968 : La tía de Carlos, de Brandon Thomas, dirección de Leif Amble-Næss, Fredriksdalsteatern[32]
- 1969 : Den glade soldaten Bom, de Carl Otto Bergkvist, dirección de Albert Gaubier, Fredriksdalsteatern[33]
- 1970 : La princesa gitana, de Emmerich Kálmán, Leo Stein y Béla Jenbach, dirección de Isa Quensel, Teatro Oscar[34]
- 1974 : La viuda alegre, de Franz Lehár, Victor Léon y Leo Stein, dirección de Isa Quensel, Teatro Oscar[35]
- 1976 : La posada del Caballito Blanco, de Hans Müller y Ralph Benatzky, dirección de Jackie Söderman, Teatro Oscar[36]
- 1977 : My Fair Lady, de Frederick Loewe y Alan Jay Lerner, dirección de Henny Mürer, Teatro Oscar[37]

## Radioteatro
- 1941 : Har den äran!, de Nils Perne y Sven Paddock[38]